# 佐賀市
佐賀市（日语：／ Saga shi */?）是日本九州佐賀縣內的最大都市，同時也是佐賀縣的縣廳所在地。佐賀市位於佐賀縣東南方，東北部為脊振山地，南邊則為有明海，市中心位於佐賀平原的中心位置附近。當地在過去的令制國時期屬於肥前國，原本只是一個以水運與農業為主的小村莊。自從佐賀城建立之後，當地成為佐賀藩的城下町，並開始發展工商業。目前佐賀市人口已達23萬，是日本唯一特例市地位的縣廳所在地。
佐賀市最早設置於1889年（明治22年），在平成大合併時期，先後與周邊的諸富町、大和町、富士町、三瀬村、川副町、東與賀町、久保田町合併。

## 地理
在2005年10月合併了原佐賀郡的村鎮之後，成為南北狹長型的城市。北方隔著脊振山地與福岡縣福岡市、前原市為鄰；東邊與佐賀縣的神埼市相鄰；東南方以筑後川為界與福岡縣大川市、柳川市為鄰；西方則連接著佐賀縣的小城市、多久市和唐津市。

### 地形
整個轄區的北半部屬於脊振山地，是地勢較高的地區。南半部大部分都是海拔100公尺以下的佐賀平原，嘉瀨川以南北向通過平原連結，南方的有明海漲潮與退潮差異相當大。在平成大合併之前，佐賀市的轄區大都在南方的平原上，也由於位在低海拔地區的關係，所以自古以來就是相當容易發生洪水的地域；不過也因為洪水帶來大量含有養分的土壤，讓這裡成為主要的農業耕種地帶。
轄區內主要的山地與河流如下：
山地
| - 天山（標高1046公尺） - 彦岳（標高845公尺） - 白石山（標高794公尺） | - 雷山 (標高955公尺) - 羽金山 (標高900公尺) - 龜岳 (標高740公尺) | - 權現山 (標高586公尺) - 金立山(標高502公尺) |

河川與湖泊
流經轄區內的河流有嘉瀨川、多布施川、佐賀江川以及筑後川等；在山區有多處的小水池，並無明顯的大湖泊。不過在南半部的平原地區有許多小支流的灌溉用蓄水池與灌溉水道，是個一整片相當肥沃的土地。

### 氣候
佐賀市的氣候屬於比較溫暖的內陸型氣候區域，整年的平均溫度約攝氏17.3℃。依照平成16年（2004年）的紀錄來說，年間的降雨量為1,987.5公釐，北方的三瀬地域年間降雨量約2,400公釐，中央到南方地域部份的佐賀平原年間降雨量約1,800公釐，與其他縣市比較起來，是個降雨量比較多的地方。也因為受到地形的影響，北部都是高地、山群所包圍，南方缺口為有明海，所以明顯的在冬季最低氣溫的溫度很低，而夏天時最高氣溫也很高，這是屬於內陸型的天候特徵。
| 佐賀地方気象台（佐賀市駅前中央）                      | 佐賀地方気象台（佐賀市駅前中央） | 佐賀地方気象台（佐賀市駅前中央） | 佐賀地方気象台（佐賀市駅前中央） | 佐賀地方気象台（佐賀市駅前中央） | 佐賀地方気象台（佐賀市駅前中央） | 佐賀地方気象台（佐賀市駅前中央） | 佐賀地方気象台（佐賀市駅前中央） | 佐賀地方気象台（佐賀市駅前中央） | 佐賀地方気象台（佐賀市駅前中央） | 佐賀地方気象台（佐賀市駅前中央） | 佐賀地方気象台（佐賀市駅前中央） | 佐賀地方気象台（佐賀市駅前中央） | 佐賀地方気象台（佐賀市駅前中央） |
| 月份                                                  | 1月                              | 2月                              | 3月                              | 4月                              | 5月                              | 6月                              | 7月                              | 8月                              | 9月                              | 10月                             | 11月                             | 12月                             | 全年                             |
| ----------------------------------------------------- | -------------------------------- | -------------------------------- | -------------------------------- | -------------------------------- | -------------------------------- | -------------------------------- | -------------------------------- | -------------------------------- | -------------------------------- | -------------------------------- | -------------------------------- | -------------------------------- | -------------------------------- |
| 历史最高温 °C（°F）                                   | 21.1 (70.0)                      | 23.1 (73.6)                      | 25.7 (78.3)                      | 30.8 (87.4)                      | 35.8 (96.4)                      | 37.1 (98.8)                      | 39.6 (103.3)                     | 38.6 (101.5)                     | 36.4 (97.5)                      | 33.6 (92.5)                      | 29.6 (85.3)                      | 24.6 (76.3)                      | 39.6 (103.3)                     |
| 平均高温 °C（°F）                                     | 9.8 (49.6)                       | 11.4 (52.5)                      | 14.6 (58.3)                      | 20.4 (68.7)                      | 25.1 (77.2)                      | 28.0 (82.4)                      | 31.5 (88.7)                      | 32.5 (90.5)                      | 29.1 (84.4)                      | 23.9 (75.0)                      | 17.8 (64.0)                      | 12.3 (54.1)                      | 21.4 (70.5)                      |
| 日均气温 °C（°F）                                     | 5.4 (41.7)                       | 6.7 (44.1)                       | 9.9 (49.8)                       | 15.0 (59.0)                      | 19.5 (67.1)                      | 23.3 (73.9)                      | 26.8 (80.2)                      | 27.8 (82.0)                      | 24.2 (75.6)                      | 18.6 (65.5)                      | 12.9 (55.2)                      | 7.6 (45.7)                       | 16.5 (61.7)                      |
| 平均低温 °C（°F）                                     | 1.3 (34.3)                       | 2.3 (36.1)                       | 5.3 (41.5)                       | 9.8 (49.6)                       | 14.7 (58.5)                      | 19.6 (67.3)                      | 23.6 (74.5)                      | 24.1 (75.4)                      | 20.2 (68.4)                      | 13.9 (57.0)                      | 8.3 (46.9)                       | 3.1 (37.6)                       | 12.2 (54.0)                      |
| 历史最低温 °C（°F）                                   | −6.9 (19.6)                      | −6.2 (20.8)                      | −4.1 (24.6)                      | −1.1 (30.0)                      | 3.7 (38.7)                       | 8.2 (46.8)                       | 14.3 (57.7)                      | 16.2 (61.2)                      | 9.4 (48.9)                       | 1.8 (35.2)                       | −1.3 (29.7)                      | −6.5 (20.3)                      | −6.9 (19.6)                      |
| 平均降水量 mm（）                                     | 56.7 (2.23)                      | 77.5 (3.05)                      | 128.6 (5.06)                     | 156.2 (6.15)                     | 198.2 (7.80)                     | 339.0 (13.35)                    | 338.5 (13.33)                    | 196.9 (7.75)                     | 179.5 (7.07)                     | 75.5 (2.97)                      | 75.9 (2.99)                      | 47.7 (1.88)                      | 1,870.1 (73.63)                  |
| 平均降雪量 cm（）                                     | 4 (1.6)                          | 2 (0.8)                          | 0 (0)                            | —                                | —                                | —                                | —                                | —                                | —                                | 0 (0)                            | 0 (0)                            | 1 (0.4)                          | 6 (2.4)                          |
| 平均降水天数（≥ 0.5mm）                               | 9.3                              | 8.8                              | 12.2                             | 10.7                             | 10.1                             | 13.3                             | 13.1                             | 10.6                             | 9.9                              | 6.0                              | 8.0                              | 8.1                              | 120.1                            |
| 平均降雪天数（≥ 目視）                                | 6.4                              | 4.0                              | 1.5                              | 0                                | 0                                | 0                                | 0                                | 0                                | 0                                | 0                                | 0                                | 3.3                              | 15.2                             |
| 平均相對濕度（％）                                    | 69                               | 66                               | 66                               | 66                               | 67                               | 73                               | 77                               | 72                               | 71                               | 69                               | 70                               | 69                               | 70                               |
| 月均日照時數                                          | 124.3                            | 138.0                            | 156.3                            | 183.2                            | 191.1                            | 140.1                            | 170.2                            | 206.7                            | 176.3                            | 189.9                            | 150.3                            | 142.7                            | 1,969                            |
| 来源：気象庁。平年値：1981年-2010年、極値：1890年以降 |                                  |                                  |                                  |                                  |                                  |                                  |                                  |                                  |                                  |                                  |                                  |                                  |                                  |

## 歷史

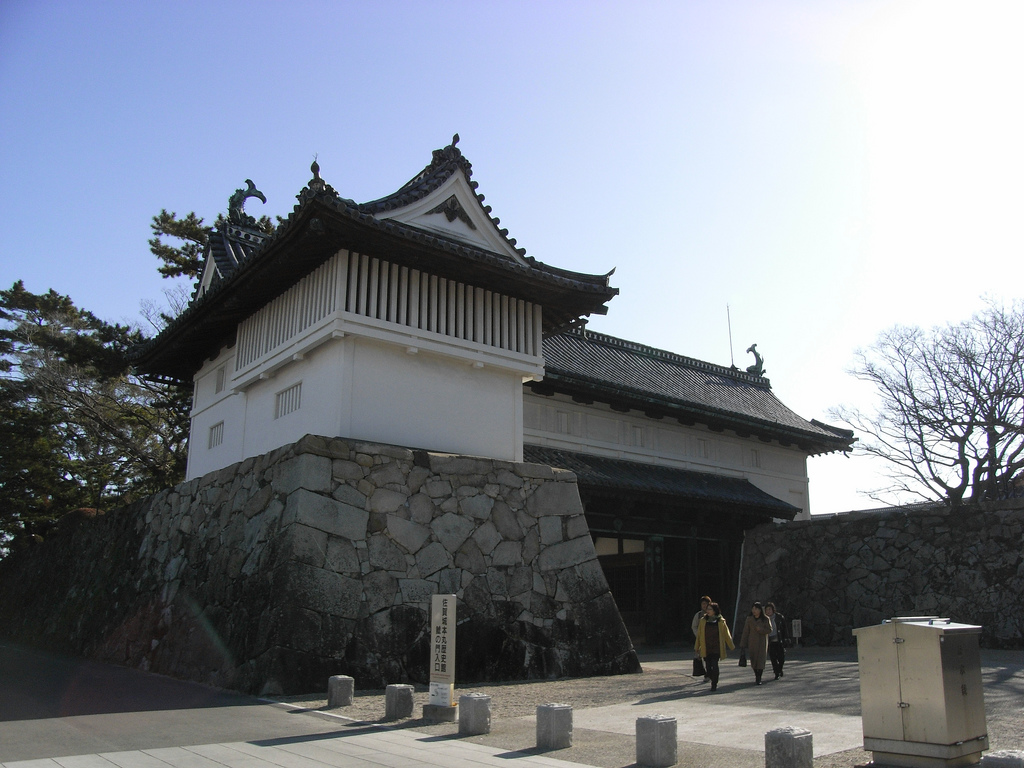
佐賀城的鯱之門

佐賀平原大約在2,000年前左右，有一大半都是屬於有明海的海底，換句話說，目前佐賀市市中心位置，在遠古時代是一片大海，也因此現在市內也有許多地區依然保有像是大島、平島、愛敬島等與海島有關的地名。因為河川帶來大量土砂的沖積，加上若干人工的围垦工程，形成了現在肥沃的佐賀平原，殘留下來的就是許多如網狀一般發達的灌溉水道與蓄水池。
根據古籍《肥前國風土記》的記載，日本武尊巡視九州時來到這裡，看到這裡有著許多高大的楠木，而且長得非常茂盛、繁榮，所以認為這裡是個「榮之國」（栄の国‧さかえのくに），之後這裡就稱為「佐嘉郡」（さかのこおり），而最終演變為「佐賀」這個地名。
佐賀這一帶在日本古時令制國中是屬於肥前國，戰國時期主導這裡的戰國大名為龍造寺，1608年（慶長13年），在龍造寺衰退之後，由其重臣鍋島直茂就任此地的藩主，並於現在的佐賀市建立佐賀城是為「佐賀藩」，石高35萬7千石。
1871年（明治4年）廢藩置縣後，一度單獨設置佐賀縣，旋被合併為伊萬里縣，隔年伊萬里縣改名為佐賀縣，並將縣廳從伊萬里轉設到佐賀。但是1876年（明治9年）又被合併為三瀦縣，不久後三瀦縣再被併入長崎縣。直到1883年（明治16年）佐賀縣再度獨立設縣，佐賀市再度成為縣廳的所在地。

### 年表
- 1889年4月1日：實施市町村制，設置佐賀市，除當時的佐賀市以外，現在的轄區在當時包括：[9]
  - 佐賀郡：神野村、西與賀村、嘉瀨村、兵庫村、古瀨村、高木瀨村、北川副村、本庄村、鍋島村、金立村、久保泉村、東川副村、新北村、春日村、川上村、松梅村、小關村、南川副村、中川副村、大詫間村、西川副村、東與賀村、久保田村。
  - 神埼郡：蓮池村、三瀨村
  - 小城郡：南山村、北山村
- 1899年6月6日：古瀨村改名為巨勢村。
- 1922年10月1日：神野村被併入佐賀市。
- 1935年11月3日：蓮池村改制為蓮池町。
- 1953年4月1日：南川副村改制為南川副町。
- 1954年3月31日：西與賀村、嘉瀨村、兵庫村、巨勢村、高木瀨村被併入佐賀市。
- 1954年10月1日：北川副村、本庄村、鍋島村、金立村、久保泉村被併入佐賀市。
- 1955年3月1日：東川副村與新北村合併為諸富町。
- 1955年4月1日：
  - 蓮池町被廢除，部分地區被併入佐賀市。
  - 南川副町、中川副村、大詫間村合併為川副町。
- 1955年4月16日：春日村、川上村、松梅村合併為大和村。
- 1956年9月30日：
  - 小關村、南山村、北山村合併為富士村。
  - 西川副村被併入川副町。
- 1959年1月1日：大和村改制為大和町。
- 1966年10月1日：
  - 東與賀村改制為東與賀町。
  - 富士村改制為[富士町 (佐賀縣)|[富士町]]。
- 1967年4月1日：久保田村改制為久保田町。
- 2005年10月1日：佐賀市、富士町、大和町、諸富町、三瀨村合併為新設置的佐賀市。
- 2007年10月1日：川副町、東與賀町、久保田町被併入佐賀市。

### 轄區演變表
| 合併日期                  | 合併內容                                               | 當時面積（k㎡） |
| ------------------------- | ------------------------------------------------------ | --------------- |
| 1889年（明治22年）4月1日  | 開始實施市町村制，佐賀市誕生                           | 4.80            |
| 1922年（大正11年）10月1日 | 神野村併入                                             | 9.09            |
| 1954年（昭和29年）3月31日 | 西與賀村、嘉瀬村、兵庫村、巨勢村、高木瀬村併入         | 46.57           |
| 1954年（昭和29年）10月1日 | 北川副村、本庄村、鍋島村、金立村與久保泉村併入         | 99.96           |
| 1955年（昭和30年）4月1日  | 蓮池町的部分地區併入                                   | 103.06          |
| 1955年（昭和30年）10月1日 | 更正因1952年公開登記的錯誤面積計算                     | 103.68          |
| 1988年（昭和63年）10月1日 | 變更與與神埼郡神埼町之間的未定邊界的計算方式而變更面積 | 103.76          |
| 2005年（平成17年）10月1日 | 與諸富町、大和町、富士町以及三瀬村                     | 355.15          |
| 2007年（平成19年）10月1日 | 川副町、東與賀町、久保田町併入                         | 431.42          |

### 變遷表
| 1889年以前              | 1889年4月1日  | 1889年 - 1944年           | 1945年 - 1959年          | 1945年 - 1959年           | 1960年 - 1989年        | 1989年 - 現在              | 現在                       |
| ----------------------- | ------------- | ------------------------- | ------------------------ | ------------------------- | ---------------------- | -------------------------- | -------------------------- |
|                         | 蓮池村        | 1935年11月3日 蓮池町      | 1935年11月3日 蓮池町     | 1955年4月1日 併入千代田村 | 1965年4月1日 千代田町  | 2006年3月20日 合併為神埼市 | 2006年3月20日 合併為神埼市 |
| 1955年4月1日 併入佐賀市 | 蓮池村        | 1935年11月3日 蓮池町      | 1935年11月3日 蓮池町     | 佐賀市                    | 2005年10月1日 佐賀市   | 佐賀市                     |                            |
|                         | 三瀨村        |                           |                          |                           | 2005年10月1日 佐賀市   | 佐賀市                     |                            |
|                         | 佐賀市        | 佐賀市                    | 佐賀市                   | 佐賀市                    | 2005年10月1日 佐賀市   | 佐賀市                     | 佐賀市                     |
|                         | 神野村        | 1922年10月1日 併入佐賀市  | 佐賀市                   | 佐賀市                    | 2005年10月1日 佐賀市   | 佐賀市                     | 佐賀市                     |
|                         | 西與賀村      | 西與賀村                  | 1954年3月31日 併入佐賀市 | 1954年3月31日 併入佐賀市  | 2005年10月1日 佐賀市   | 佐賀市                     | 佐賀市                     |
|                         | 嘉瀨村        |                           | 1954年3月31日 併入佐賀市 | 1954年3月31日 併入佐賀市  | 2005年10月1日 佐賀市   | 佐賀市                     | 佐賀市                     |
|                         | 古瀨村        | 1899年6月6日 改名為巨勢村 | 1954年3月31日 併入佐賀市 | 1954年3月31日 併入佐賀市  | 2005年10月1日 佐賀市   | 佐賀市                     | 佐賀市                     |
|                         | 兵庫村        |                           | 1954年3月31日 併入佐賀市 | 1954年3月31日 併入佐賀市  | 2005年10月1日 佐賀市   | 佐賀市                     | 佐賀市                     |
|                         | 高木瀨村      |                           | 1954年3月31日 併入佐賀市 | 1954年3月31日 併入佐賀市  | 2005年10月1日 佐賀市   | 佐賀市                     | 佐賀市                     |
|                         | 北川副村      | 北川副村                  | 1954年10月1日 併入佐賀市 | 1954年10月1日 併入佐賀市  | 2005年10月1日 佐賀市   | 佐賀市                     | 佐賀市                     |
|                         | 本庄村        |                           | 1954年10月1日 併入佐賀市 | 1954年10月1日 併入佐賀市  | 2005年10月1日 佐賀市   | 佐賀市                     | 佐賀市                     |
|                         | 鍋島村        |                           | 1954年10月1日 併入佐賀市 | 1954年10月1日 併入佐賀市  | 2005年10月1日 佐賀市   | 佐賀市                     | 佐賀市                     |
|                         | 金立村        |                           | 1954年10月1日 併入佐賀市 | 1954年10月1日 併入佐賀市  | 2005年10月1日 佐賀市   | 佐賀市                     | 佐賀市                     |
|                         | 久保泉村      |                           | 1954年10月1日 併入佐賀市 | 1954年10月1日 併入佐賀市  | 2005年10月1日 佐賀市   | 佐賀市                     | 佐賀市                     |
|                         | 東川副村      | 東川副村                  | 東川副村                 | 1955年3月1日 諸富町       | 1955年3月1日 諸富町    | 佐賀市                     |                            |
|                         | 新北村        |                           |                          | 1955年3月1日 諸富町       | 1955年3月1日 諸富町    | 佐賀市                     |                            |
|                         | 春日村        | 春日村                    | 1955年4月16日 大和村     | 1959年1月1日 大和町       | 1959年1月1日 大和町    | 佐賀市                     |                            |
|                         | 川上村        |                           | 1955年4月16日 大和村     | 1959年1月1日 大和町       | 1959年1月1日 大和町    | 佐賀市                     |                            |
|                         | 松梅村        |                           | 1955年4月16日 大和村     | 1959年1月1日 大和町       | 1959年1月1日 大和町    | 佐賀市                     |                            |
|                         | 小關村        | 小關村                    | 小關村                   | 1956年9月30日 富士村      | 1966年10月1日 富士町   | 佐賀市                     |                            |
|                         | 小城郡 北山村 |                           |                          | 1956年9月30日 富士村      | 1966年10月1日 富士町   | 佐賀市                     |                            |
|                         | 小城郡 南山村 |                           |                          | 1956年9月30日 富士村      | 1966年10月1日 富士町   | 佐賀市                     |                            |
|                         | 南川副村      | 南川副村                  | 1953年4月1日 南川副町    | 1955年4月1日 川副町       | 川副町                 | 佐賀市                     | 2007年10月1日 併入佐賀市   |
|                         | 中川副村      |                           |                          | 1955年4月1日 川副町       | 川副町                 | 佐賀市                     | 2007年10月1日 併入佐賀市   |
|                         | 大託間村      |                           |                          | 1955年4月1日 川副町       | 川副町                 | 佐賀市                     | 2007年10月1日 併入佐賀市   |
|                         | 西川副村      | 西川副村                  | 西川副村                 | 1956年9月30日 併入川副町  | 川副町                 | 佐賀市                     | 2007年10月1日 併入佐賀市   |
|                         | 東與賀村      | 東與賀村                  | 東與賀村                 | 東與賀村                  | 1966年10月1日 東與賀町 | 佐賀市                     | 2007年10月1日 併入佐賀市   |
|                         | 久保田村      | 久保田村                  | 久保田村                 | 久保田村                  | 1967年4月1日 久保田町  | 佐賀市                     | 2007年10月1日 併入佐賀市   |

## 人口
依據2005年（平成17年）10月1日的調查報告顯示，佐賀市的人口總數共有206,967人，總戶籍數為77,853戶。由人口推移方面來看，一直到1995年（平成7年）為止，人口都有增加的趨勢，但是在1995年之後人口開始減少，反而戶籍數有增加的傾向；可以由此判斷，這是因為小家庭化的進展，以及單身的戶籍增加所致。

### 人口構成
同樣在2005年的調查中，少年人口（0歲－14歲）、生產年齡人口（15歲－64歲）與老齡人口（65歲以上）分別佔有15.1％、64.4％、20.5％；且少年人口有逐年減少的傾向，而老年人口有增加的趨勢。

### 外國人
根據2000年（平成12年）10月1日的資料紀錄，在佐賀市中登記的外國人總數為871人。其中以中國籍人口307名最多，其次為韓國籍（南北韓共計）的255名，菲律賓籍64名，美國籍30名，其他國籍203名以及無國籍或國籍不詳12名。

## 經濟與產業
2000年（平成12年）的國勢調查資料顯示，佐賀市的就業人口中，第一產業約佔5.4%，第二產業約佔21.5%，第三產業約佔72.9%為最大比率；從1985年（昭和60年）開始，第一產業的比例持續下降中，而第三產業的構成比例卻持續的增加。
1990年（平成2年）從事農業的人數有27,928人，耕地面積達722,330公畝。到了平2000年，農業人口減少到20,493人，而經營的耕地面積更減少到630,848公畝。
製造業的廠房也在持續的減少，而就業員與出貨金額同樣也是持續減少的狀態，但是在2002年卻轉為增加。根據官方的工業統計，工廠從2000年時的410間，2001年降為377間，一直到2004年已經只剩315個工廠；而從業員由2000年的10,550人，一路下降到2002年的9,319人，翌年後才稍微增加，至2004年時為9,388人。生產金額也由2000年的約2041億日圓下降到2004年的1,931億日圓，最低的時候是2002年的1,820億日圓。
商業的銷售金額起伏並不會很大，在平成大合併之前一般都能維持在每年7,500億日圓以上。到佐賀市觀光人數從2000年起每年都保持著成長，成長率都保持在約1%以上。相對的參訪觀光設施的人數也是逐年增加的趨勢。

## 交通

### 機場
- 佐賀機場

### 鐵路
- 九州旅客鐵道
  - 長崎本線：伊賀屋車站 - 佐賀車站 - 鍋島車站 - 氣球佐賀車站 - 久保田車站
- 唐津線：久保田車站

過去曾有國鐵佐賀線通過，但已於1987年停駛。
- 佐賀線：佐賀車站 - 東佐賀車站 - 南佐賀車站 - 光法車站 - 諸富車站

|  |  |  |

### 道路
高速道路
- 長崎自動車道：金立服務區 - 佐賀大和交流道

## 觀光資源

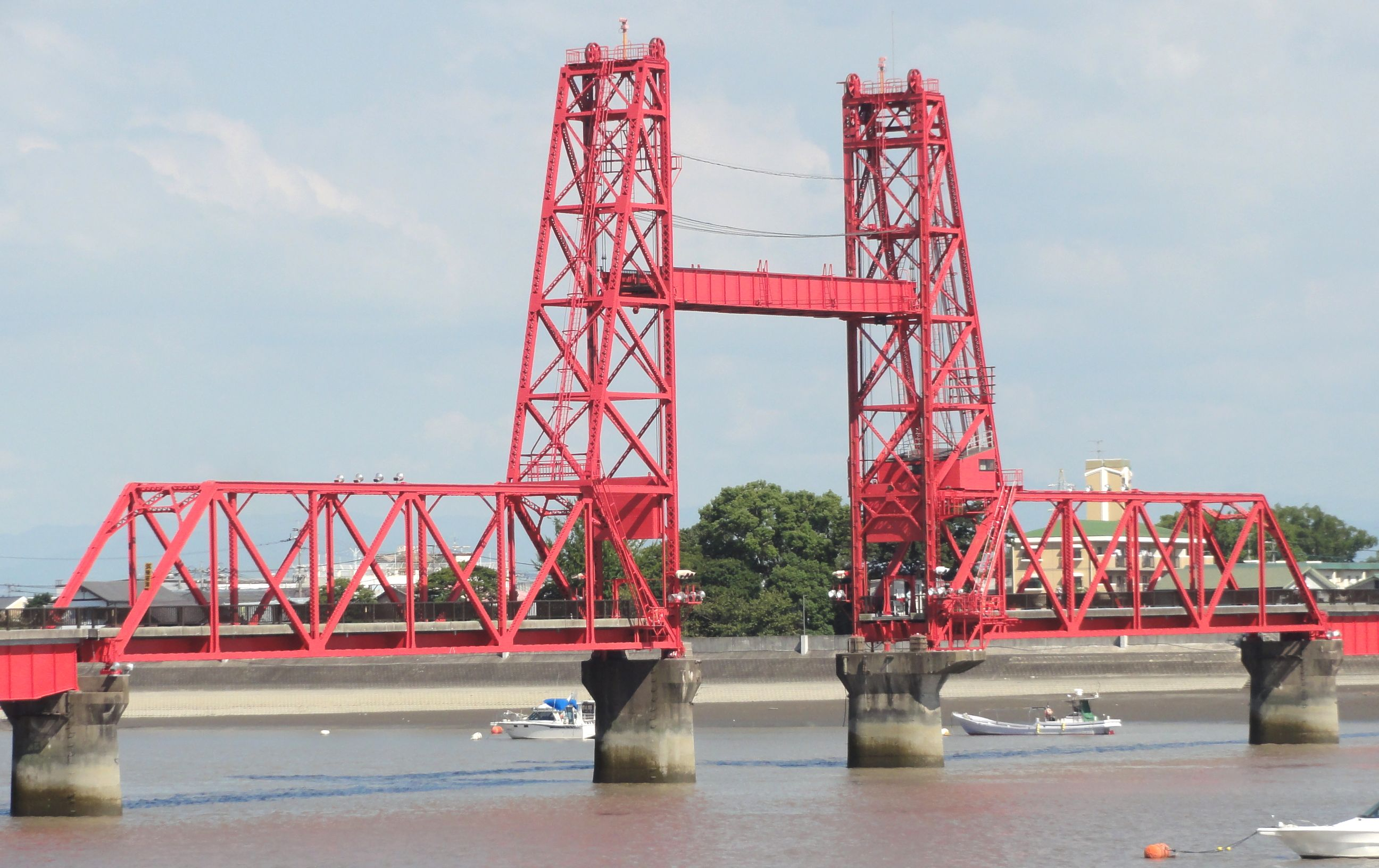
昇開橋

### 景點
- 佐賀城遺跡
- 築地反射爐遺跡
- 吉村家住宅：建於1789年，現為佐賀縣最古老的住宅
- 大隈記念館：大隈重信之舊宅
- 徴古館：鍋島家資料館
- 筑後川昇開橋
- 佐賀縣立博物館

### 祭典、活動

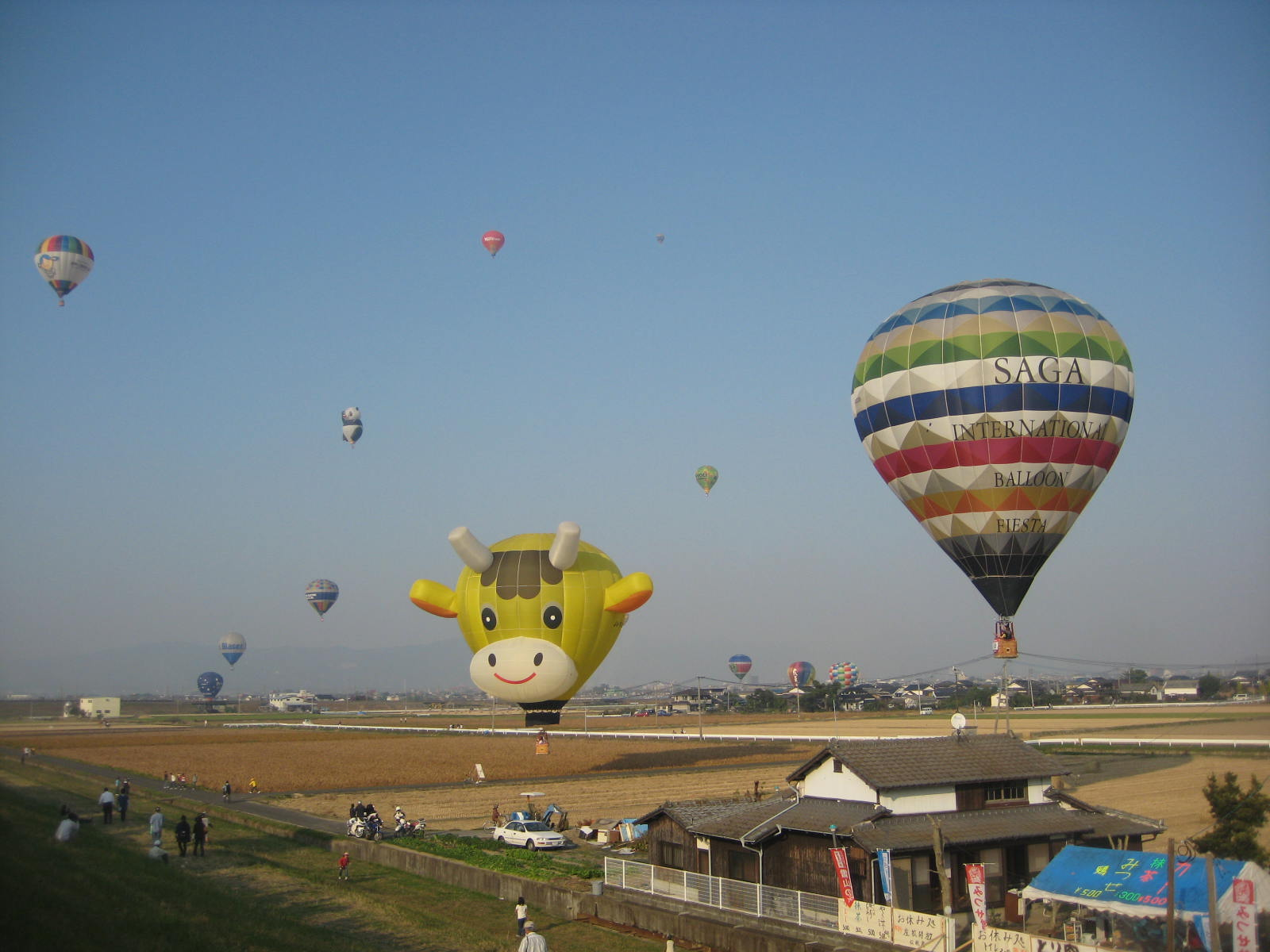
佐賀國際熱氣球節

- 佐賀國際熱汽球大會佐賀：於10月下旬至11月上旬舉行。
- 这里每五十年有一次徐福大祭。

## 學校

### 大學
國立
- 佐賀大學

私立
- 佐賀短期大學
- 佐賀女子短期大學

## 國際交流
佐賀市的姐妹都市與友好都市締結狀態：
| - 格伦斯福尔斯（美國紐約州沃倫縣） 1988年9月23日締結為姐妹都市 - 蓮堤區（韓國釜山廣域市） 1988年10月9日締結為友好都市 | - 連雲港市（中華人民共和國江蘇省） 1998年11月27日締結為友好都市 - 屈薩克福爾梅多克（法國吉倫特省） 1998年4月19日締結為姐妹都市 |

## 本地出身之名人
政治
- 江藤新平：明治時代之政治家
- 大隈重信：前內閣總理大臣
- 大木喬任：明治時代之政治家
- 池田直 ：前佐賀縣知事，連任四次，任期長達20年

文化
- 宮地嘉六：小説家
- 岡田三郎助：西洋畫家
- 針順：漫畫家

演藝
- 村井國夫：俳優
- 本村健太郎：俳優
- 中越典子：女演員
- 誠直也：俳優
- 島田洋七：相聲表演者、藝人、作家代表作：佐賀的超級阿嬤，在佐賀度過求學生涯
- 朝夏まなと：女演員、前寶塚歌劇團宙組主演男役

體育
- 大麒麟將能：大相撲力士
- 栃榮篤史：大相撲力士
- 新谷博：職業棒球選手
- 岸川雄二：職業棒球選手
- 渡邊正和：職業棒球選手
- 小川浩一：職業棒球選手

其他
- 江崎利一：企業家、江崎固力果創辦人
- 坂井三郎：大日本帝國海軍戰鬥機的飛行員
- 佐野常民：日本紅十字社前身博愛社之創設人

## 註解
1. ↑  《肥前國風土記》是一本在713年奈良時代元明天皇下詔所撰寫的地誌，專門紀錄日本古國各國的產物、地形、傳說以及地名由來的歷史重要文獻。現存的完整本只剩下出雲國，其他還有些有缺損的常陸國、播磨國、肥前國與豐後國；一般為了區別於現代版本的風土記，所以也稱古風土記。